# Martin Šulek
Martin Šulek (Trenčín, 15 januari 1998) is een Slowaaks profvoetballer die als verdediger bij AS Trenčín speelt.

## Statistieken
| Seizoen | Club       | Land      | Competitie   | Duels | Goals |
| ------- | ---------- | --------- | ------------ | ----- | ----- |
| 2018/19 | AS Trenčín | Slowakije | Fortuna Liga | 24    | 0     |